# Lista de vereadores de Turvo (Paraná)
Esta é a lista de vereadores do município paranaense de Turvo, estado brasileiro do Paraná.
A Câmara Municipal de Turvo, é formada por nove representantes.

## 10ª Legislatura (2021–2024)
Estes são os vereadores eleitos nas eleições de 15 de novembro de 2020, pelo período de 1° de janeiro de 2021 a 31 de dezembro de 2024:
|   | Nome                                                                               | Partido                                | Votos | %    | Observações |
| - | ---------------------------------------------------------------------------------- | -------------------------------------- | ----- | ---- | ----------- |
| 1 | Antônio Schinemann Sobrinho, Antoninho Schinemann (2023-2024) (Turvo, 09.06.1965–) | Partido Social Democrático (PSD)       | 576   | 6,58 | 3º mandato  |
| 2 | Cristóforo Keniar, Cristo Keniar (Guarapuava, 14.10.1970–)                         | Partido Liberal (PL)                   | 499   | 5,70 | 3º mandato  |
| 3 | Josnei Neves, Diurda (2021-2022) (Guarapuava, 28.12.1979–)                         | Podemos (PODE)                         | 497   | 5,68 | 2º mandato  |
| 4 | Eraldo Mattos de Oliveira, Sapateiro (Guarapuava, 10.05.1972–)                     | Partido Social Democrático (PSD)       | 465   | 5,31 | 3º mandato  |
| 5 | Adevilson Dias Machado, Adevilson do Mercado (Pitanga, 15.01.1971–)                | Podemos (PODE)                         | 444   | 5,07 | 1º mandato  |
| 6 | Vivaldo dos Santos Souza (Guarapuava, 04.12.1965–)                                 | Partido Liberal (PL)                   | 377   | 4,31 | 3º mandato  |
| 7 | Valdo Bueno de Matos, Catita (Guarapuava, 07.09.1958–)                             | Movimento Democrático Brasileiro (MDB) | 367   | 4,19 | 1º mandato  |
| 8 | José Osvaldo de Meira, Zé Meira (Turvo, 19.07.1967–)                               | Partido Social Democrático (PSD)       | 335   | 3,83 | 6º mandato  |
| 9 | Evanilson Santos Miranda (Guarapuava, 04.11.1992–)                                 | Partido Liberal (PL)                   | 335   | 3,83 | 1º mandato  |

## 9ª Legislatura (2017–2020)
Estes são os vereadores eleitos nas eleições de 2 de outubro de 2016, pelo período de 1º de janeiro de 2017 a 31 de dezembro de 2020:
|   | Nome                                                                       | Partido                                            | Votos | %    | Observações |
| - | -------------------------------------------------------------------------- | -------------------------------------------------- | ----- | ---- | ----------- |
| 1 | Antônio Schinemann Sobrinho, Antoninho do Mercado (Turvo, 09.06.1965–)     | Partido Social Democrático (PSD)                   | 710   | 7,20 | 2º mandato  |
| 2 | Eraldo Mattos de Oliveira, Sapateiro (2017-2020) (Guarapuava, 10.05.1972–) | Partido Progressista (PP)                          | 603   | 6,11 | 2º mandato  |
| 3 | Josnei Neves, Diurda (Guarapuava, 28.12.1979–)                             | Partido Social Liberal (PSL)                       | 539   | 5,46 | 1º mandato  |
| 4 | Cristóforo Keniar, Cristo (Guarapuava, 14.10.1970–)                        | Partido Social Liberal (PSL)                       | 508   | 5,15 | 2º mandato  |
| 5 | Anderson Tonon de Oliveira (Guarapuava, 29.11.1979–)                       | Partido da República (PR)                          | 481   | 4,88 | 1º mandato  |
| 6 | José Osvaldo de Meira, Zé Meira (Turvo, 19.07.1967–)                       | Partido da Social Democracia Brasileira (PSDB)     | 475   | 4,82 | 5º mandato  |
| 7 | Vilson Ribeiro (Turvo, 15.02.1961–)                                        | Partido do Movimento Democrático Brasileiro (PMDB) | 347   | 3,52 | 6º mandato  |
| 8 | Carlos Alberto Schimanski, Carlão (Guarapuava, 14.07.1959–)                | Partido Republicano Brasileiro (PRB)               | 327   | 3,32 | 1º mandato  |
| 9 | Nelson Carriel, Nelsinho (Turvo, 15.11.1976–)                              | Partido da República (PR)                          | 325   | 3,29 | 1º mandato  |

## 8ª Legislatura (2013–2016)
Estes são os vereadores eleitos nas eleições de 7 de outubro de 2012, pelo período de 1º de janeiro de 2013 a 31 de dezembro de 2016:
|   | Nome                                                                   | Partido                                            | Votos | %    | Observações |
| - | ---------------------------------------------------------------------- | -------------------------------------------------- | ----- | ---- | ----------- |
| 1 | Aroldo Corrêa de Mattos, Leão (2013-2014) (Guarapuava, 16.11.1959–)    | Partido Social Democrático (PSD)                   | 653   | 6,83 | 6º mandato  |
| 2 | Antônio Schinemann Sobrinho, Antoninho do Mercado (Turvo, 09.06.1965–) | Partido Social Democrático (PSD)                   | 619   | 6,47 | 1º mandato  |
| 3 | José Osvaldo de Meira, Zé Meira (Turvo, 19.07.1967–)                   | Partido da Social Democracia Brasileira (PSDB)     | 568   | 5,94 | 4º mandato  |
| 4 | Eraldo Mattos de Oliveira, Sapateiro (Guarapuava, 10.05.1972–)         | Partido Progressista (PP)                          | 495   | 5,18 | 1º mandato  |
| 5 | Cristóforo Keniar (Guarapuava, 14.10.1970–)                            | Partido Social Liberal (PSL)                       | 359   | 3,75 | 1º mandato  |
| 6 | Onézimo Ferreira (2015-2016) (Guarapuava, 16.11.1965–)                 | Partido da Social Democracia Brasileira (PSDB)     | 355   | 3,71 | 1º mandato  |
| 7 | Juliane Vennek (Turvo, 15.08.1982–)                                    | Partido Trabalhista Brasileiro (PTB)               | 322   | 3,37 | 2º mandato  |
| 8 | Vilson Ribeiro, Vilsão (Turvo, 15.02.1961–)                            | Partido do Movimento Democrático Brasileiro (PMDB) | 286   | 2,99 | 5º mandato  |
| 9 | Roberto de Oliveira, Beto de Oliveira (Guarapuava, 13.03.1961–)        | Partido Trabalhista Brasileiro (PTB)               | 229   | 2,39 | 3º mandato  |

## 7ª Legislatura (2009–2012)
Estes são os vereadores eleitos nas eleições de 5 de outubro de 2008, pelo período de 1º de janeiro de 2009 a 31 de dezembro de 2012:
|   | Nome                                                             | Partido                                            | Votos | %    | Observações |
| - | ---------------------------------------------------------------- | -------------------------------------------------- | ----- | ---- | ----------- |
| 1 | José Osvaldo de Meira, Zé Meira (2009-2010) (Turvo, 19.07.1967–) | Partido da Social Democracia Brasileira (PSDB)     | 536   | 5,90 | 3º mandato  |
| 2 | Aroldo Corrêa de Mattos, Leão (Guarapuava, 16.11.1959–)          | Partido Trabalhista Brasileiro (PTB)               | 508   | 5,59 | 5º mandato  |
| 3 | Juliane Vennek (Turvo, 15.08.1982–)                              | Partido Trabalhista Brasileiro (PTB)               | 469   | 5,16 | 1º mandato  |
| 4 | José Pereira Rodrigues, Zé Bico (Turvo, 08.05.1963–)             | Partido Popular Socialista (PPS)                   | 449   | 4,94 | 1º mandato  |
| 5 | Roberto de Oliveira, Beto de Oliveira (Guarapuava, 13.03.1961–)  | Partido Democrático Trabalhista (PDT)              | 445   | 4,90 | 2º mandato  |
| 6 | Marcelo Pittner, Marcelão (2011-2012) (Guarapuava, 26.09.1975–)  | Partido da Mobilização Nacional (PMN)              | 398   | 4,38 | 1º mandato  |
| 7 | Professor Roberto Dimas Garcia Correa (Turvo, 11.06.1973–)       | Partido dos Trabalhadores (PT)                     | 398   | 4,38 | 2º mandato  |
| 8 | Vivaldo dos Santos Souza (Guarapuava, 04.12.1965–)               | Partido Progressista (PP)                          | 263   | 2,90 | 2º mandato  |
| 9 | Vilson Ribeiro, Vilsão (Turvo, 15.02.1961–)                      | Partido do Movimento Democrático Brasileiro (PMDB) | 249   | 2,74 | 4º mandato  |

## 6ª Legislatura (2005–2008)
Estes são os vereadores eleitos nas eleições de 3 de outubro de 2004, pelo período de 1º de janeiro de 2005 a 31 de dezembro de 2008:
|   | Nome                                                               | Partido                                            | Votos | %    | Observações |
| - | ------------------------------------------------------------------ | -------------------------------------------------- | ----- | ---- | ----------- |
| 1 | José Osvaldo de Meira, Zé Meira (2007-2008) (Turvo, 19.07.1967–)   | Partido da Social Democracia Brasileira (PSDB)     | 647   | 7,47 | 2º mandato  |
| 2 | Aroldo Corrêa de Mattos, Leão (Guarapuava, 16.11.1959–)            | Partido Progressista (PP)                          | 518   | 5,98 | 4º mandato  |
| 3 | Divaci Antunes Brolese (Campos Novos, 09.09.1938–)                 | Partido Progressista (PP)                          | 424   | 4,99 | 6º mandato  |
| 4 | Hélio Bueno de Oliveira (Guarapuava, 27.01.1958–)                  | Partido Progressista (PP)                          | 403   | 4,65 | 2º mandato  |
| 5 | Vilson Ribeiro (Turvo, 15.02.1961–)                                | Partido do Movimento Democrático Brasileiro (PMDB) | 357   | 4,12 | 3º mandato  |
| 6 | Carlos Schneider, Carlinho (Guarapuava, 30.05.1963–)               | Partido da Social Democracia Brasileira (PSDB)     | 314   | 3,63 | 2º mandato  |
| 7 | Roberto de Oliveira, Beto (Guarapuava, 13.03.1961–)                | Partido Social Liberal (PSL)                       | 286   | 3,30 | 1º mandato  |
| 8 | Professor Roberto Dimas Garcia Correa (Turvo, 11.06.1973–)         | Partido dos Trabalhadores (PT)                     | 282   | 3,26 | 1º mandato  |
| 9 | Jurandir Garcia Corrêa, Jura (2005-2006) (Guarapuava, 05.10.1964–) | Partido Trabalhista Brasileiro (PTB)               | 223   | 2,58 | 2º mandato  |

## 5ª Legislatura (2001–2004)
Estes são os vereadores eleitos nas eleições de 1º de outubro de 2000, pelo período de 1º de janeiro de 2001 a 31 de dezembro de 2004:
|   | Nome                                                                | Partido                                        | Votos | %    | Observações |
| - | ------------------------------------------------------------------- | ---------------------------------------------- | ----- | ---- | ----------- |
| 1 | Vivaldo dos Santos Souza (Guarapuava, 04.12.1965–)                  | Partido Trabalhista Brasileiro (PTB)           | 493   | 6,98 | 1º mandato  |
| 2 | Divaci Antunes Brolese (2001-2002) (Campos Novos, 09.09.1938–)      | Partido Progressista Brasileiro (PPB)          | 431   | 5,10 | 5º mandato  |
| 3 | Aroldo Corrêa de Mattos, Leão (2003-2004) (Guarapuava, 16.11.1959–) | Partido Progressista Brasileiro (PPB)          | 353   | 5,00 | 3º mandato  |
| 4 | José Osvaldo de Meira (Turvo, 19.07.1967–)                          | Partido da Social Democracia Brasileira (PSDB) | 351   | 4,97 | 1º mandato  |
| 5 | João Maria de Jesus (Laranjeiras do Sul, 13.10.1950–)               | Partido Progressista Brasileiro (PPB)          | 286   | 4,05 | 2º mandato  |
| 6 | Jacyr Paulowski (??, 07.04.1958–)                                   | Partido Trabalhista Brasileiro (PTB)           | 263   | 3,72 | 3º mandato  |
| 7 | Vilson Ribeiro (Turvo, 15.02.1961–)                                 | Partido Trabalhista Brasileiro (PTB)           | 195   | 2,76 | 2º mandato  |
| 8 | Jurandir Garcia Corrêa (Guarapuava, 05.10.1964–)                    | Partido Trabalhista Brasileiro (PTB)           | 174   | 2,46 | 1º mandato  |
| 9 | Carlos Schneider (Guarapuava, 30.05.1963–)                          | Partido da Social Democracia Brasileira (PSDB) | 163   | 2,31 | 1º mandato  |

## 4ª Legislatura (1997–2000)
Estes são os vereadores eleitos nas eleições de 3 de outubro de 1996, pelo período de 1º de janeiro de 1997 a 31 de dezembro de 2000:
|   | Nome                                                          | Partido                                            | Votos | %    | Observações |
| - | ------------------------------------------------------------- | -------------------------------------------------- | ----- | ---- | ----------- |
| 1 | Divaci Antunes Brolese (Campos Novos, 09.09.1938–)            | Partido Progressista Brasileiro (PPB)              | 748   | 9,39 | 4º mandato  |
| 2 | João Maria de Jesus (Laranjeiras do Sul, 13.10.1950–)         | Partido Progressista Brasileiro (PPB)              | 728   | 9,13 | 1º mandato  |
| 3 | Aroldo Corrêa de Mattos (Guarapuava, 16.11.1959–)             | Partido Progressista Brasileiro (PPB)              | 594   | 7,45 | 2º mandato  |
| 4 | Walter Brügg Pinto (1997-1998) (Turvo, 29.01.1945–09.08.1999) | Partido Progressista Brasileiro (PPB)              | 593   | 7,44 | 4º mandato  |
| 5 | Miguel Petrin (Guarapuava, 29.04.1955–)                       | Partido do Movimento Democrático Brasileiro (PMDB) | 570   | 7,15 | 4º mandato  |
| 6 | Alcindo José Grando (1999-2000) (??, 20.10.1966–)             | Partido Democrático Trabalhista (PDT)              | 394   | 4,94 | 1º mandato  |
| 7 | Aroldo Schinemann (??, 01.07.1947–)                           | Partido Progressista Brasileiro (PPB)              | 350   | 4,39 | 3º mandato  |
| 8 | Vilson Ribeiro (Turvo, 15.02.1961–)                           | Partido Democrático Trabalhista (PDT)              | 339   | 4,25 | 1º mandato  |
| 9 | Luiz Fernando Blasczyk (??, 15.02.1975–)                      | Partido Democrático Trabalhista (PDT)              | 296   | 3,71 | 1º mandato  |

## 3ª Legislatura (1993–1996)
Estes são os vereadores eleitos nas eleições de 3 de outubro de 1992, pelo período de 1º de janeiro de 1993 a 31 de dezembro de 1996:
|   | Nome                                                        | Partido                                            | Votos | Observações |
| - | ----------------------------------------------------------- | -------------------------------------------------- | ----- | ----------- |
| 1 | Walter Brügg Pinto (Turvo, 29.01.1945–09.08.1999)           | Partido Trabalhista Brasileiro (PTB)               | 563   | 3º mandato  |
| 2 | Jacyr Paulowski (1993-1994) (??, 07.04.1958–)               | Partido Social Trabalhista (PST)                   | 509   | 2º mandato  |
| 3 | Aroldo Schinemann (??, 01.07.1947–)                         | Partido Social Trabalhista (PST)                   | 504   | 2º mandato  |
| 4 | Divaci Antunes Brolese (Campos Novos, 09.09.1938–)          | Partido Social Trabalhista (PST)                   | 373   | 3º mandato  |
| 5 | Júlio Bernardo Schmitz Kummer                               | Partido Trabalhista Brasileiro (PTB)               | 345   | 2º mandato  |
| 6 | Jaci Wagner Blasczyk (1995-1996) (Irineópolis, 04.09.1951–) | Partido Social Trabalhista (PST)                   | 328   | 2º mandato  |
| 7 | Miguel Petrin (Guarapuava, 29.04.1955–)                     | Partido do Movimento Democrático Brasileiro (PMDB) | 293   | 3º mandato  |
| 8 | Jairo Macedo                                                | Partido dos Trabalhadores (PT)                     | 269   | 1º mandato  |
| 9 | Aroldo Corrêa de Mattos (Guarapuava, 16.11.1959–)           | Partido do Movimento Democrático Brasileiro (PMDB) | 245   | 1º mandato  |

## 2ª Legislatura (1989–1992)
Estes são os vereadores eleitos nas eleições de 15 de novembro de 1988, pelo período de 1º de janeiro de 1989 a 31 de dezembro de 1992:
|   | Nome                                                          | Partido                                            | Votos | Observações |
| - | ------------------------------------------------------------- | -------------------------------------------------- | ----- | ----------- |
| 1 | Júlio Bernardo Schmitz Kummer (1989-1990)                     | Partido Trabalhista Brasileiro (PTB)               | 445   | 1º mandato  |
| 2 | Hélio Bueno de Oliveira (Guarapuava, 27.01.1958–)             | Partido Trabalhista Brasileiro (PTB)               | 350   | 1º mandato  |
| 3 | Walter Brügg Pinto (1991-1992) (Turvo, 29.01.1945–09.08.1999) | Partido Trabalhista Brasileiro (PTB)               | 327   | 2º mandato  |
| 4 | Renê Rickli (??, 1960–1986)                                   | Partido Trabalhista Brasileiro (PTB)               | 316   | 1º mandato  |
| 5 | Jacyr Paulowski (??, 07.04.1958–)                             | Partido do Movimento Democrático Brasileiro (PMDB) | 254   | 1º mandato  |
| 6 | Miguel Petrin (Guarapuava, 29.04.1955–)                       | Partido do Movimento Democrático Brasileiro (PMDB) | 229   | 2º mandato  |
| 7 | Divaci Antunes Brolese (Campos Novos, 09.09.1938–)            | Partido Trabalhista Brasileiro (PTB)               | 229   | 2º mandato  |
| 8 | Jaci Wagner Blasczyk (Irineópolis, 04.09.1951–)               | Partido Trabalhista Brasileiro (PTB)               | 220   | 1º mandato  |
| 9 | Aroldo Schinemann (??, 01.07.1947–)                           | Partido Trabalhista Brasileiro (PTB)               | 213   | 1º mandato  |

## 1ª Legislatura (1983–1988)
Estes são os vereadores eleitos nas eleições de 15 de novembro de 1982, pelo período de 1º de fevereiro de 1983 a 31 de dezembro de 1988:
|   | Nome                                                          | Partido                                            | Votos | Observações |
| - | ------------------------------------------------------------- | -------------------------------------------------- | ----- | ----------- |
| 1 | Helder Pilati                                                 | Partido do Movimento Democrático Brasileiro (PMDB) | 274   | 1º mandato  |
| 2 | Miguel Petrin (Guarapuava, 29.04.1955–)                       | Partido do Movimento Democrático Brasileiro (PMDB) | 255   | 1º mandato  |
| 3 | Divaci Antunes Brolese (Campos Novos, 09.09.1938–)            | Partido do Movimento Democrático Brasileiro (PMDB) | 209   | 1º mandato  |
| 4 | Walter Brügg Pinto (1987-1988) (Turvo, 29.01.1945–09.08.1999) | Partido Democrático Social (PDS)                   | 200   | 1º mandato  |
| 5 | José Hoffmann                                                 | Partido do Movimento Democrático Brasileiro (PMDB) | 185   | 1º mandato  |
| 6 | Osvaldo Cordeiro Nascimento (??, 1945–Turvo, 09.10.2017)      | Partido Democrático Social (PDS)                   | 166   | 1º mandato  |
| 7 | Antenor Rodrigues Fiúza (1985-1986)                           | Partido Democrático Social (PDS)                   | 154   | 1º mandato  |
| 8 | Moizes Pereira Zeni (1983-1984) (??, 05.08.1951–)             | Partido Democrático Social (PDS)                   | 144   | 1º mandato  |
| 9 | Ladislau Penszkowski                                          | Partido Democrático Social (PDS)                   | 123   | 1º mandato  |

## Legenda
| Cor  | Significado          |
| Bege | Presidente da Câmara |
| Azul | Suplente             |